# Actinothecium caricicola
Actinothecium caricicola är en svampart som beskrevs av Ces. 1854. Actinothecium caricicola ingår i släktet Actinothecium, divisionen sporsäcksvampar och riket svampar.   Inga underarter finns listade i Catalogue of Life.